# Gadarat
Gadarat (in lingua ge'ez ገደረጠ, GDRT, Gädärät; ... – III secolo) è stato un sovrano di Aksum. La sua è la prima iscrizione in alfabeto ge'ez.